# Chrysosoma strenuum
Chrysosoma strenuum är en tvåvingeart som beskrevs av Octave Parent 1935. Chrysosoma strenuum ingår i släktet Chrysosoma och familjen styltflugor. Inga underarter finns listade i Catalogue of Life.